# Cormorant (Schiff, 1997)
Die Cormorant, auch USS Cormorant (Kennung: MHC-57), war ein Minenjagdboot der Osprey-Klasse der United States Navy, das zwischen 1997 und 2007 in Dienst stand.

## Geschichte
Die spätere Cormorant wurde am 29. März 1991 bestellt und am 14. Oktober 1993 als siebte Einheit der Klasse bei Avondale Shipyard im Bundesstadt Louisiana auf Kiel gelegt. Der Stapellauf erfolgte am 21. Oktober 1995 und die Indienststellung am 3. Januar 1997 unter dem Kommando vom Lieutenant-Commander Ronald Walter Kennedy. Die Außerdienststellung und Streichung aus dem Schiffsregister erfolgte am 1. Dezember 2007 in der Naval Station Ingleside (Texas).
Im Jahr 2010 wurde vom US-Senat im Rahmen des Foreign Military Sales-Programms die Genehmigung erteilt das Boot zusammen mit ihrem Schwesterschiff Kingfisher an die indische Marine abzugeben, was aber nicht erfolgte. Im April 2014 wurde die Kingfisher zum Abbruch verkauft, welcher bis 2015 durchgeführt wurde.

## Liste der Kommandanten
| Nr. | Name                           | Beginn der Amtszeit | Ende der Amtszeit  |
| --- | ------------------------------ | ------------------- | ------------------ |
| 1.  | LCDR Ronald Walter Kennedy     | 12. April 1997      | 22. Mai 1998       |
| 2.  | LCDR Scott C. Stuart           | 22. Mai 1998        | 3. Februar 2000    |
| 3.  | LCDR Steven Andrew Mucklow     | 3. Februar 2000     | 21. September 2001 |
| 4.  | LCDR Glenn Robert Allen        | 21. September 2001  | 13. Juni 2003      |
| 5.  | LCDR William Robert Grotewold  | 13. Juni 2003       | 17. Mai 2005       |
| 6.  | LCDR Ronald William Toland Jr. | 17. Mai 2005        | 21. Juli 2006      |
| 7.  | LCDR Robert S. Smith           | 21. Juli 2006       | 6. August 2007     |
| 8.  | LCDR Andrew Forrest Carlson    | 6. August 2007      | 1. Dezember 2007   |